# Le Fromage et les vers
Le Fromage et les vers est un ouvrage de l'historien Carlo Ginzburg publié pour la première fois en italien en 1976. Il s'agit de l'étude d'un procès pour hérésie d'un meunier (du nom de Menocchio) du Frioul survenu à la toute fin du XVIe siècle.
C'est un ouvrage clef dans le développement de la microstoria dont Ginzburg est l'un des fondateurs avec Giovanni Levi.
Le livre a été traduit en français par Monique Aymard et publié chez Aubier en 1993 et chez Flammarion en 1980.
Le titre énigmatique de l'ouvrage reprend la cosmogonie exposée par le meunier selon laquelle le monde a été créé dans un chaos qui rappelle celui de la formation du fromage dans le lait qui, en vieillissant, devient habité de vers.

## Sujet

### Contexte
Le récit de l'ouvrage prend place dans l'Europe de la fin du XVIe siècle, une période marquée par la Réforme protestante et le développement de l’imprimerie. La Réforme génère une inquiétude généralisée dans le catholicisme. Les institutions religieuses se préoccupent davantage du respect des dogmes et les procès d'Inquisition se multiplient. Tandis que l’imprimerie permet à un meunier comme Domenico Scandella d’avoir accès à davantage de livres.

### Le profil de Domenico Scandella
Le livre traite des deux procès pour hérésie qui ont été menés contre Domenico Scandella, dit Menocchio. Né en 1532, il était fermier et meunier dans la ville de Montereale (aujourd'hui Monterale Valcellina), dans le Frioul, au nord de Venise.
Menocchio sait lire et écrire bien qu'il n'appartienne ni au clergé ni à la noblesse. Il n'existe pas de certitude quant à la manière dont Menocchio a appris la lecture. Son alphabétisation pourrait s'expliquer par la création d'écoles dans les villages environnants du Frioul : Aviano et Pordenone. Une école a été ouverte au début du XVIe siècle sous la direction de Girolamo Amaseo pour, « lire et enseigner aux enfants des citoyens, sans exception, ainsi qu'à ceux des artisans et des classes inférieures, vieux comme jeunes et sans paiement ». Il est possible que Menocchio ait fréquenté une école comme celle-ci.

### L'horizon culturel de Menocchio

La région actuelle du Frioul-Vénétie Julienne.

Menocchio a commencé à lire certains livres disponibles dans sa localité et a commencé à réinterpréter la Bible. Il est également probable que le métier de meunier de Menocchio lui ait permis de rencontrer des individus qui lui ont transmis des livres et des savoirs.
Il n'existe pas de liste complète des livres que Menocchio aurait pu lire. Au moment de son arrestation, plusieurs livres ont été trouvés, mais comme ils n'étaient pas interdits, aucun inventaire ne fut fait. Toutefois, sur la base du premier procès de Menocchio, on lui connait les lectures suivantes :
- La Bible en langue vernaculaire
- La Vulgate, cest-à-dire la bible en latin
- Il Fioretto della Bibbia (une traduction d'une chronique médiévale catalane)
- Il Lucidario della Madonna, du dominicain Albert da Castello
- Il Lucendario de santi, de Jacopo da Voragine (voir La Légende dorée)
- Historia del giudicio (poème anonyme du XVe siècle)
- Il cavallier Zuanne de Mandavilla (une traduction italienne du livre de voyages attribué à Jean de Mandeville)
- Un livre intitulé Zampollo (Il sogno dil Caravia)

Sur la base des témoignages du deuxième procès de Menocchio, on lui attribue la lecture de :
- Le supplément de la cronache
- Lunario al modo di Italia calculato composto nella citta di Pesaro dal. etc. mon dottore Marino Camilo de Leonardis
- Le Décaméron de Boccace
- Un livre non identifié considéré comme une traduction italienne du Coran

Au cours de l'ouvrage, l'auteur montre comment derrière les affirmations de Menocchio se cachent des influences de la Bible et de ces autres livres connus du meunier frioulan, mais aussi des éléments de culture populaire, dont certains vraisemblablement d'origine très ancienne.

### Procès
Domenico Scandella a fait l'objet de deux procès, le premier en 1584 lorsqu'il a environ 52 ans et le second en 1599 quand il en a environ 67.

#### Première arrestation
En 1583, le curé de Montereale, Don Odorico Vora, le dénonce anonymement au Saint-Office sous l’accusation d'avoir des opinions hérétiques concernant le Christ. Des témoignages viennent élargir le champ des accusations, si bien que le moine franciscain Felice de Montefalco, inquisiteur d'Aquilée et de Concordia, ordonne son arrestation et son incarcération dans la prison de Concordia, le 7 février où Menocchio est interrogé pour la première fois.
Lors de l'interrogatoire préliminaire, Menocchio a parlé librement car il estimait n'avoir rien fait de mal. C'est lors de cette audition qu'il a expliqué sa cosmologie sur « le fromage et les vers » :

« Tout était un chaos c’est-à-dire que terre, air, eau et feu étaient confondus ; et ce le volume, en évoluant, constitua une masse, à peu près comme se forme le fromage dans le lait, et tout cela devint des vers, dont quelques-uns formèrent des anges et […] parmi ce nombre d’anges il y avait encore Dieu, créé lui aussi en même temps à partir de la masse et il fut fait seigneur avec quatre capitaines : Lucifer, Michel, Gabriel et Raphael. Ce Lucifer voulut se faire seigneur comparable au roi, ce qui était réservé à la majesté de Dieu, et Dieu pour punir son orgueil commanda qu'il fût chassé du ciel avec tous ses partisans […] Dieu fit ensuite Adam et Ève, et des gens en grand nombre pour tenir la place des anges qui avaient été chassés. Comme la multitude ne respectait pas ses commandements Dieu envoya son Fils, dont les Juifs s’emparèrent, et il fut crucifié. »

— Page 38 de l'édition Flammarion de 1980
De plus, Menocchio explique qu'il ne croit pas à la virginité de la Vierge et à la nature divine du Christ. Enfin il pense que les croyants de toutes les confessions sont égaux, chrétiens et hérétiques, Turcs et Juifs, parce que Dieu « les aime tous et tous se sauvent d’une manière ou d’une autre ».
En 1586 il est toutefois libéré sous condition de porter l'habit d'hérétique. Il parvient à être de nouveau intégré à sa communauté. Il est même nommé en 1590 trésorier des biens de la paroisse de Santa Maria di Montereale.

#### Seconde arrestation

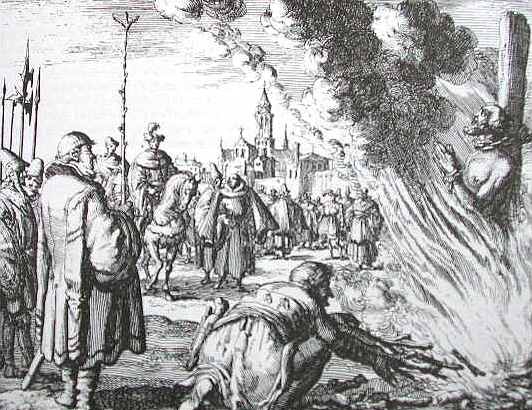
Gravure représentant un homme sur un bûcher, date inconnue.

Menocchio a continué d'exprimer des opinions contraires aux dogmes de l'Église après sa libération. Par exemple, lors du carnaval de 1596, il déclare à une connaissance, Lunardo Simon, qu’il ne croit pas aux évangiles, qui ont été écrits par « des prêtres et des frères, qui n'ont rien d'autre à faire ».
Il est arrêté une seconde fois en juin 1599. Il est tenu comme relaps, c'est-à-dire revenu à une hérésie après y avoir solennellement renoncé. Il est brulé vif vers 1600.
Julie Fox-Horton analyse que « Menocchio attire l'attention de l'Inquisition parce que ses croyances sont extraordinaires, mais son défi à l'autorité est plus universel, et par conséquent, plus dangereux aux yeux de l'Inquisition ».

## Choix historiographiques de Carlo Ginzburg

### Principes épistémologiques
Ce livre est intégralement consacré à un seul individu, un meunier. Ainsi, par ce choix, Carlo Ginzburg met en avant l'importance épistémologique de l'étude d'un inconnu ou quasi-inconnu. Une pratique en contrecourant des biographies consacrées aux grands noms de l'histoire, princes et chefs politiques.
Par ailleurs, la posture de Ginzburg peut être comprise à la fois comme en contrepied à la tradition des Annales et de leur démarche sérielle (il choisit d’étudier un cas unique) et à celle de l’histoire des mentalités (il veut montrer la singularité de la pensée d’un simple meunier pour éviter de construire un discours interclassiste). Ainsi, Le Fromage et les Vers peut être lu comme une réponse au livre de Lucien Febvre sur Rabelais : Le problème de l’incroyance au XVIe siècle.
Bien que le livre soit aujourd'hui considéré comme un classique de la microhistoire, Carlo Ginzburg rappelle qu'il n'a jamais utilisé ce mot dans le livre.

### Contexte d'écriture du livre

Carlo Ginzburg en 2013

Carlo Ginzburg est un italien fils de la romancière italienne et traductrice de Proust Natalia Ginzburg, d'origine juive, et de l’intellectuel antifasciste d’origine russe Leone Ginzburg. Il écrit cet ouvrage durant le contexte tendu des Années de plomb en Italie.
Dès ses premiers travaux, il a travaillé sur des sources inquisitoriales. Avec des études sur les sorcières et le sabbat. Tandis que son doctorat fut l'occasion d'étudier un cas d'hérésie : les Benandanti qui furent accusés d'hérésie par l'Inquisition romaine déjà dans le Frioul entre 1575 et 1675.

## Réception de l'ouvrage et postérité
Ce livre est considéré comme un classique de la microhistoire et a été traduit dans environ 25 langues. Julie Fox-Horton en parle comme « l'un des exemples les plus anciens et les plus influents de la microhistoire ».
Le livre a été traduit en 1980 en français, soit une traduction rapide. Il fut traduit en anglais la même année, chez Routledge, grand éditeur universitaire londonien. Aux États-Unis, le livre est vendu par Penguin Books à partir de 1982.